# جلينيس باربر
جلينيس باربر (بالإنجليزية: Glynis Barber)‏ هي ممثلة جنوب أفريقية، ولدت في 25 أكتوبر 1955 في جنوب أفريقيا.

## وصلات خارجية
- جلينيس باربر على موقع IMDb (الإنجليزية)
- جلينيس باربر على موقع ألو سيني (الفرنسية)
- جلينيس باربر على موقع أول موفي (الإنجليزية)
- جلينيس باربر على موقع قاعدة بيانات الأفلام السويدية (السويدية)
- جلينيس باربر على موقع إن إن دي بي (الإنجليزية)
- جلينيس باربر على موقع قاعدة بيانات الفيلم (الإنجليزية)
- جلينيس باربر على موقع كينوبويسك (الروسية)